# AG-22
Le AG-22 (russe : АГ-22) est un sous-marin de la classe American Holland (Holland-602GF) de la marine impériale russe.

## Histoire
Le sous-marin est construit en 1916 à Vancouver pour la Royal Navy et achetée le 19 septembre 1916 (2 octobre dans le calendrier grégorien) par la marine russe. Expédié en pièces détachées via Vladivostok, il est ré-assemblé à Nikolaïev et affecté à la flotte de la mer Noire en août 1917. Mis à l’eau en 1918, le sous-marin est opérationnel en juillet 1919.
Le 10 septembre 1919 le AG-22 est dans les rangs des Forces Armées du Sud de la Russie du général Wrangel.
Lors de l’évacuation de la Crimée par les Blancs en novembre 1920 le AG-22 fait partie de la première division de l’escadre du contre-amiral Behrens et rejoint d'abord Constantinople puis Bizerte.
En octobre 1924 les autorités françaises reconnaissent les prétentions de l'Union Soviétique sur les navires de la flotte blanche. Le AG-22 ne quitte pas Bizerte et est envoyé à la casse en 1933.

## Commandants
- 1919 : N.V. Ivanenko
- 1920 : Konstanty Matyjewicz-Maciejewicz
- 1921 : V.E. Zvenenski
- 1921-1923 : V.I. Koriakine